# Kajyngdy (Batken)
Kajyngdy (kirgisisch Кайыңды, auch Raut) ist ein Dorf in Kirgisistan mit – Stand 2021 – 1010 Einwohnern.

## Geographie
Das Dorf liegt im Rajon Batken des Oblus Batken. Es ist der Landgemeinde Daryja untergeordnet. Es liegt 76 Kilometer südlich von Batken entfernt am Fluss Soʻx.

## Bevölkerung
| Jahr | Einwohner |
| ---- | --------- |
| 2002 | 0751      |
| 2009 | 0875      |
| 2021 | 1010      |